# Emil Andreew

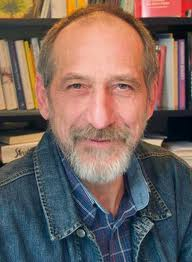
Emil Andreew (2010)

Emil Andreew (auch Emil Andreew geschrieben, bulgarisch Емил Андреев; * 1. September 1956 in Lom, Bulgarien) ist ein bulgarischer Schriftsteller.

## Leben und Wirken
Nach dem Studium der Anglistik und einem Nachdiplomstudium der Journalistik war er als Gymnasiallehrer, Redakteur bei verschiedenen Zeitungen, Übersetzer und Englischdozent an der Theologischen Fakultät der Universität Sofia tätig. Seit 2001 arbeitet er als freier Schriftsteller und Dramaturg.
Sein Roman Der Gläserne Fluss zählt zu den meistverkauften Büchern in Bulgarien. Der gleichnamige Film wurde 2010 im Rahmen des 14. Sofia International Film Festival dem breiten Publikum vorgestellt. Der erfolgreiche Regisseur Stanimir Trifonov engagierte für den Film einige der bekanntesten bulgarischen Schauspieler.
Der Roman Der Gläserne Fluss wurde ins Rumänische übersetzt.
Texte von Emil Andreew wurden ins Englische, Polnische, Rumänische, Serbische und Slowakische übersetzt.
Seine Stücke wurden in verschiedenen Theatern in Bulgarien aufgeführt, unter anderem im Theater der Satire in Sofia.
Emil Andreew ist verheiratet und hat zwei Kinder. Er lebt in Sofia, die meiste Zeit des Jahres verbringt er jedoch in seinem 100-jährigen Bauernhaus in den Bergen bei Sofia, wo er die Ruhe zum Schreiben findet.

## Werke

### Romane
- Der Gläserne Fluss (bulg.Стъклената река), Verlag Faber, 2004. ISBN 954-775-525-0
  - rumänische Übersetzung: Râul de sticlă, Humanitas, 2011
- Der Fluch des Frosches (bulg. Проклятието на жабата), Siela, 2006. ISBN 954-649-992-7
- Der verrückte Luka (bulg. Лудият Лука), Verlag Faber, 2010. ISBN 978-954-400-236-7

### Erzählbände
- Lomsker Erzählungen (bulg. Ломски разкази), 1996
- Späte Sezession  (bulg. Късен сецесион), 1998
- Die Insel der Trinker (bulg. Островът на пияниците), 1999

### Stücke (Auswahl)
- Einen Premierminister zu töten (bulg.Да убиеш премиер), 2002
- Schatzsucher (bulg. Иманяри), 2003
- Das zauberhafte Boot des Shaz (bulg. Вълшебната лодка на Жъц), 2007

### Verfilmungen
- Der Gläserne Fluss, 2010

## Auszeichnungen
- Der Gläserne Fluss

2005 Vick-Preis für den besten bulgarischen Roman des Jahres
2005 Leserpreis
2006 Nominierung zum besten osteuropäischen Roman
2007 Nominierung für den Preis Balkanika
- Der Fluch des Frosches

2007 Preis Helikon
Nominierung für den Nationalpreis für Literatur Elias Canetti